# دهستان تنگ هفت
تنگ هفت، دهستانی است از توابع بخش پاپی شهرستان خرم‌آباد در استان لرستان ایران.

## جمعیت
براساس سرشماری سال ۱۳۸۵ جمعیت آن ۲٬۰۴۶ نفر (۴۶۴ خانوار) بوده‌است.
نام داران و بزرگان این روستا از طایفه مناصر حیدری هستند